# 앉은부채속
앉은부채속은 천남성과 앉은부채아과에 속하는 속씨식물 속의 하나이다.
북아메리카와 동아시아 원산이다. 이 속 식물의 특징은 큰 잎과, 지상 부분을 변화시키는, 수축하는 뿌리 체계이다. 이 속의 종은 뿌리줄기에서 자라며, 잎에 상처가 나면 고약한 냄새가 난다. 대표종은 앉은부채이다.